# Chari Anitschkin
Charalampi „Chari“ Anitschkin (bulgarisch Харалампи (Хари) Аничкин, * 27. Juli 1944 in Bulgarien) ist ein bulgarischer Schauspieler.

## Leben
Anitschkin wurde am 27. Juli 1944 in Bulgarien geboren. 1969 schloss er sein Architekturstudium am VIAS Sofia ab. 1964 begann er als Übersetzer zu arbeiten. Er gab Anfang der 1980er Jahre sein Schauspieldebüt. Er übernahm überwiegend Nebenrollen in US-amerikanischen und bulgarischen Filmproduktionen, meistens im Low-Budget-Bereich. Größere Rollen übernahm er 2004 in Boa vs. Python als Tex, 2007 in Grendel als König Higlack, 2009 in Command Performance als General Voroshilo, 2012 in Wrong Turn 5: Bloodlines in der Rolle eines Doktors sowie 2014 in Apocalypse Pompeii als italienischer Oberst.

## Filmografie (Auswahl)
- 1964: Fremde Heimat (Mezhdu relsite)
- 1967: Die längste Nacht (Nay-dalgata nosht)
- 1967: Auf Umwegen (Otklonenie)
- 1969: Eine Falle für den Verräter (Osmiyat)
- 1987: Dvoyna primka (Mini-Serie, 3 Episoden)
- 1988: Ponedelnik sutrin
- 1999: Operation Delta Force 4: Deep Fault
- 2000: U.S. Seal
- 2001: Die Grauzone (The Grey Zone)
- 2001: Octopus 2: River of Fear
- 2002: Commando Deep Sea (Frogmen Operation Stormbringer)
- 2002: Shark Attack 3: Megalodon
- 2003: Alien Jäger – Mysterium in der Antarktis (Alien Hunter)
- 2004: Boa vs. Python
- 2004: Liliths Fluch (Darklight) (Fernsehfilm)
- 2005: Mosquito Man (Mansquito) (Fernsehfilm)
- 2005: Submerged
- 2005: Heuschrecken – Die achte Plage (Locusts: The 8th Plague) (Fernsehfilm)
- 2006: Dragon Dynasty (Fernsehfilm)
- 2006: Nuremberg: Nazis on Trial (Fernsehdokuserie, Episode 1x01)
- 2007: Grendel
- 2007: Reporters (Fernsehserie, Episode 1x04)
- 2007: The Contractor – Doppeltes Spiel (The Contractor)
- 2007: Mega Snake (Fernsehfilm)
- 2007–2008: Matrioshki – Mädchenhändler (Matroesjka’s) (Fernsehserie, 3 Episoden)
- 2008: Rock Monster (Fernsehfilm)
- 2008: Sie wusste zu viel (Une femme à abattre) (Fernsehfilm)
- 2008: Cyclops (Fernsehfilm)
- 2009: Thick as Thieves
- 2009: I Night Train
- 2009: Command Performance
- 2009: The Tournament
- 2009: Ninja – Revenge Will Rise (Ninja)
- 2009: Double Identity
- 2010: J'étais à Nüremberg (Fernsehfilm)
- 2011: Red Faction – Die Rebellen (Fernsehfilm)
- 2011: Operation Shmenti Capelli
- 2012: Undercover (Fernsehserie, Episode 2x12)
- 2012: Father (Kurzfilm)
- 2012: New York (Fernsehserie, Episode 1x03)
- 2012: Wrong Turn 5: Bloodlines
- 2013: Plebs (Fernsehserie, Episode 1x02)
- 2013: Jet Stream (Fernsehfilm)
- 2013: Baciamo le mani: Palermo-New York 1958 (Fernsehserie, Episode 1x03)
- 2014: Apocalypse Pompeii
- 2014: Judgment – Grenze der Hoffnung (Sadilishteto) (Sprechrolle)
- 2014: Poddubnyy
- 2014: The Expendables 3
- 2014: Automata
- 2014: Tom Sawyer & Huckleberry Finn
- 2015: Shtrih i stih (Kurzfilm)
- 2018: Premières vacances
- 2018: La vita promessa (Fernsehserie, Episode 1x03)
- 2019: By the Way, Come Over for Lunch (Kurzfilm)
- 2020: Double Exposure (Kurzfilm)
- 2020: The Rest Is Ashes
- 2020: Absentia (Fernsehserie, Episode 3x10)
- 2021: Coercion (Kurzfilm)
- 2021: Jolt
- 2021: American Night